# مدول آزاد
در ریاضیات، یک مدول آزاد (به انگلیسی: Free Module)، مدولی است که دارای پایه باشد، یعنی مجموعه مولدی که شامل عناصر مستقل خطی است. هر فضای برداری یک مدول آزاد است، اما اگر حلقه مربوط به ضرایب یک حلقه تقسیم نباشد، آنگاه مدول های غیر-آزاد نیز شکل خواهند گرفت. 
اگر یک مجموعه دلخواه {\displaystyle S} و حلقه {\displaystyle R} داده شده باشد، {\displaystyle R}-مدول آزادی با پایه {\displaystyle S} وجود خواهد داشت که به آن مدول آزاد روی {\displaystyle S} یا مدول ترکیبات {\displaystyle R}-خطی صوری از عناصر {\displaystyle S} می گویند.
یک گروه آبلی آزاد دقیقاً مدول آزادی روی حلقه اعداد صحیح {\displaystyle \mathbb {Z} } است.